# Olearia lyallii
Espèce
Classification phylogénétique
Olearia lyallii est une espèce de plante à fleurs du genre Olearia originaire de Nouvelle-Zélande. Elle est appelée la marguerite arborescente sub-antarctique (subantarctic tree daisy). L'espèce est endémique des Snares et dans le Sud de la Nouvelle-Zélande, et s'est établie dans les îles Aukland, où l'espèce type a été décrite. Olearia lyallii  forme un arbre atteignant plus de 10 m en hauteur avec un tronc de 50 cm de diamètre.